# Korsgården, Falu kommun
Korsgården är en ort vid sjön Stora Vällan i Stora Kopparbergs socken, Falu kommun.

## Tätorten
1970 avgränsade SCB här en tätort med 200 invånare. 1990 sammanväxte tätorten med Falu tätort. Vid 2010 års tätortsavgränsning låg Korsgården fortfarande inom den västra delen av Falu tätort. 2015 var klassades bebyggelsen som en fristående tätort igen med namnet Gamla Berget och Korsgården. Vid festplatsen Lilltorpet finns servering och badplats.

## Befolkningsutveckling
| Befolkningsutvecklingen i Gamla Berget och Korsgården 2015–2020 | Befolkningsutvecklingen i Gamla Berget och Korsgården 2015–2020 | Befolkningsutvecklingen i Gamla Berget och Korsgården 2015–2020 | Befolkningsutvecklingen i Gamla Berget och Korsgården 2015–2020 | Befolkningsutvecklingen i Gamla Berget och Korsgården 2015–2020 |
| --------------------------------------------------------------- | --------------------------------------------------------------- | --------------------------------------------------------------- | --------------------------------------------------------------- | --------------------------------------------------------------- |
|                                                                 |                                                                 |                                                                 |                                                                 |                                                                 |
| År                                                              |                                                                 |                                                                 | Folkmängd                                                       | Areal (ha)                                                      |
| 2015                                                            | 2015                                                            |                                                                 | 988                                                             | 173                                                             |
| 2020                                                            | 2020                                                            |                                                                 | 954                                                             | 183                                                             |
| Anm.: Ny tätort 2015 utbruten ur tätorten Falun                 |                                                                 |                                                                 |                                                                 |                                                                 |